# Герб Бишкека
Герб Бишкека (кирг. Бишкек шаарынын герби) — официальный символ столицы Кыргызстана, отражающий историческое значение и развитие города. Современный герб был утверждён в 1994 году.

## Описание
Герб города представляет собой прямоугольный силуэт крепости, где внизу под ломаной чертой гор крупными буквами надпись «Бишкек», а над ними, на стене крепости, белый квадрат с белым снежным барсом — ирбисом в центре лазоревого круга.

## История

### Герб Пишпека

Герб Пишпека 1908 года.

До 1926 года город назывался Пишпек. Герб города был высочайше утверждён 19 марта 1908 года.
Французский щит, обрамленный двумя золотыми колосьями, обвитыми Александровской лентой. Вершина щита увенчана городской короной в виде крепостной башни с тремя зубцами — знаком уездного города в составе Российской империи. В правом верхнем углу щита изображен герб Семиреченской области, которой принадлежал Пишпекский уезд. Щит лазоревого цвета рассечен серебряным поясом с тремя лемехами — символом земледелия и изображением золотых пчел — символом трудолюбия — в верхней и нижней частях щита.
В лазуревом щите серебряный пояс, обременённый тремя лазуревыми лемехами в ряд. Сверху и снизу пояса по одной золотой пчеле. В вольной части герб Семиреченской области. Щит увенчан серебряною о трёх зубцах башенною короною и окружен двумя золотыми колосьями, соединёнными Александровской лентою.Полное собрание законов Российской империи № 30174

### Герб Фрунзе

Герб города Фрунзе 1978—1991 годов.

В 1926 году город переименован во Фрунзе. Герб времён СССР был утверждён 22 сентября 1978 года городским Советом народных депутатов.
Рисунок герба, созданный сотрудниками «Фрунзегорпроекта» Г. Мулявиным и А. Согоновым, победил на открытом конкурсе к 100-летию города. Существовал с 1978 по 1994 год.
В центре расположен круглый орнамент, символизирующий богатство народной кыргызской культуры. Круг обрамлен зелеными листьями, отражавшими значение зелени в городе-саде. Листья поднимаются от зубьев шестерни — символа индустриального развития города. Над орнаментом — изображение палочки — бишкек (палочка для взбивания кумыса), напоминающее о старом названии города. Выше — белые вершины гор и надпись «ФРУНЗЕ».
Цвета — белый, красный, ультрамариновый, зелёный, бронзовый.

### Герб Бишкека

Герб города Бишкек 1991—1994 годов.

В 1991 году город Фрунзе был переименован в Бишкек и надпись надпись «ФРУНЗЕ» была заменена на «БИШКЕК».
Инициатива создания современного герба города Бишкек принадлежала бывшему мэру города Феликсу Кулову. Был выбран вариант, предоставленный графиком М. Асаналиевым и кандидатом философских наук С. Иптаровым.
Башня, поскольку Пишпек возник как крепость, символизирует силу управленческой власти. Белый барс — ирбис — символ смелости, воли, выносливости и является одним из древних тотемов киргизов. Круг и квадрат, в которые вписан белый барс, означают единство времени (круг) и пространства (квадрат), согласно древнекиргизскому представлению о целостности. Кроме того, круг внутри квадрата символизирует четыре ценности — человека, культуру, экологию и экономику.

## Дополнение
В некоторых источниках, в том числе, на сайте мэрии Бишкека, герб Бишкека ошибочно приводится в изменённых цветах — лазоревый ирбис в белом круге на фоне лазоревого квадрата.